# Ilinka Mitrewa
Ilinka Mitrewa (maced. Илинка Митрева) (ur. 11 lutego 1950 w Skopju, zm. 1 sierpnia 2022 tamże) – macedońska polityk, wykładowczyni uniwersytecka.

## Życiorys
Studiowała na wydziale filologii, na kierunku języków romańskich na uniwersytecie  w Skopju, a także w Belgradzie. Od 1974 do 2001 roku pracowała jako asystent, adiunkt i kierownik Zakładu Języków Romańskich i Literatury. Od 2001 do 2002 pracowała jako profesor literatury francuskiej. Mitreva jest doktorem filologii i autorem wielu artykułów eksperckich i naukowych.
W latach 1994–2001 była posłem do parlamentu w Zgromadzeniu Republiki Macedonii. Od 1998 do 2002 była członkiem różnych komisji i delegacji, w tym: komisji polityki zagranicznej, edukacji i komitetu naukowego, komisji kultury, delegatury zgromadzenia Republiki Macedonii do inicjatywy środkowoeuropejskiej, parlamentarnej grupy Republiki Macedonii do współpracy z parlamentem europejskim oraz rzecznikiem parlamentu do spraw zagranicznych Socjaldemokratycznej Unii Macedonii (SDSM) oraz członkiem rady doradczej do tworzenia klubów NATO.
Od 13 maja do 23 listopada 2001 była ministrem spraw zagranicznych Republiki Macedonii. Po wygraniu wyborów parlamentarnych przez partię Socjaldemokratyczną Unię Macedonii w 2002 została ponownie powołana na stanowisko 1 listopada 2002. Urząd pełniła do 26 sierpnia 2006.
We wrześniu 2004 Mitrewa uczestniczyła w panelu World Leaders Forum organizowanym przez Uniwersytet Columbia.

## Odznaczenia
Ilinka Mitrewa została odznaczona francuskim Narodowym Orderem Zasługi. Order został wręczony przez ambasadora Francji Christiana Timonie, w imieniu prezydenta Francji, 4 kwietnia 2017 za wkład w rozwój stosunków między Macedonią i Francją oraz promowanie wartości europejskich i kultury frankofońskiej.